# Турчино (Удмуртия)
Турчино — деревня в Юкаменском районе Удмуртии на реке Лема, в составе Пышкетского сельского поселения.

## География
Улицы деревни:
- Полевая
- Улица Труда
- Школьная

## Население
Численность постоянного населения деревни составляет 114 человек (2007). В деревне действует начальная школа.